# Joab

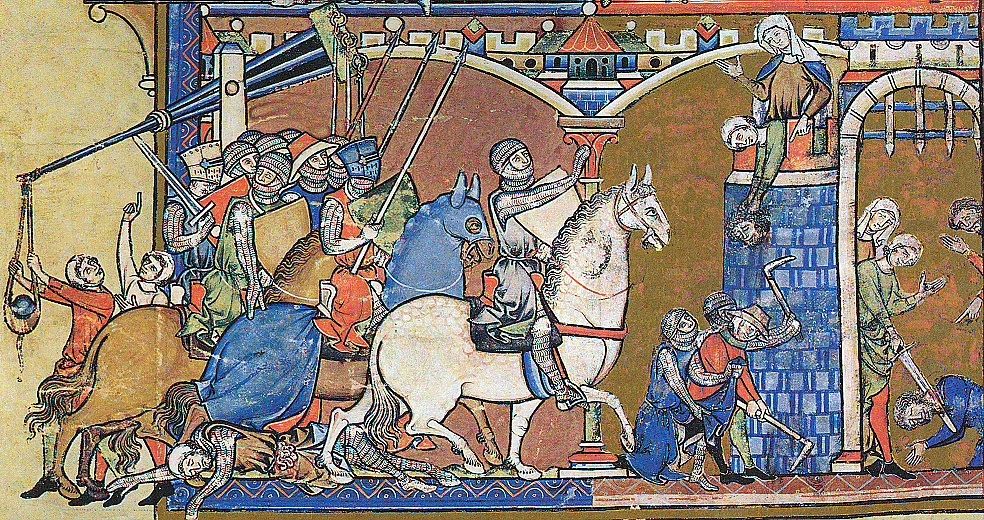
Joabs belägring av Avel Bet-Maaka och Shevas död.

Joab (hebreiska: יוֹאָב, Joav) är en biblisk person som flera gånger omnämns i Gamla Testamentet. Joab var kung Davids befälhavare och son till dennes syster Seruja. 
Joab är ett manligt namn som är vanligt inom judendomen, men som då både stavas och uttalas annorlunda (Yoav, Joav). 